# 哈曼別動隊

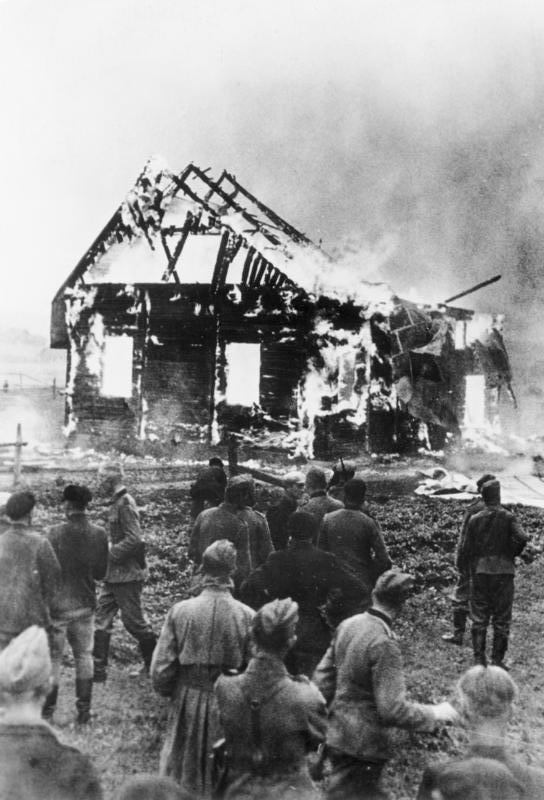
1941年，被別動隊成員燒毀的木製教堂。

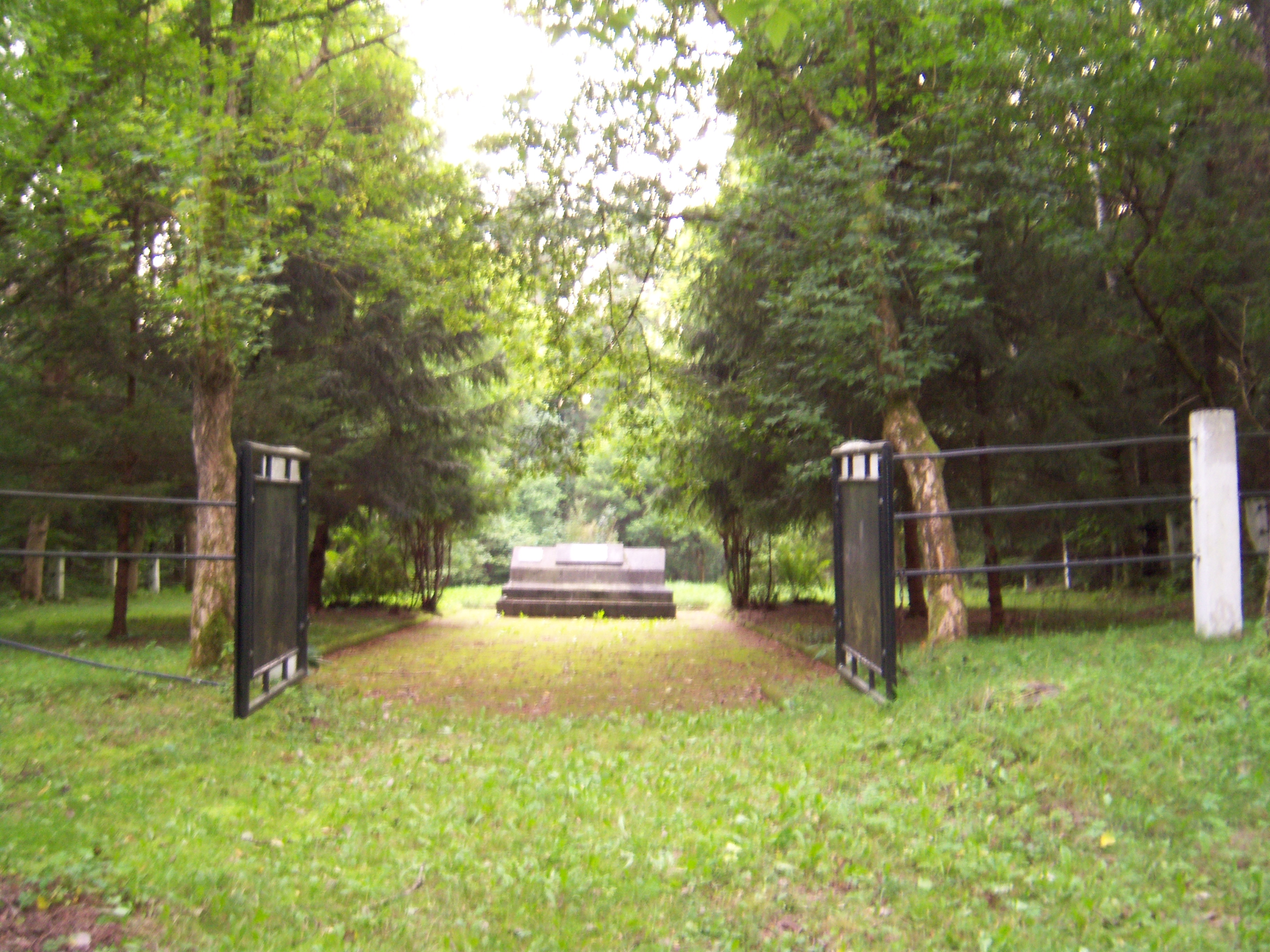
立陶宛境內的維爾基亞等市鎮內，至少3,500名猶太平民遇害。圖為位於考納斯的紀念碑。

哈曼別動隊（德語：Rollkommando Hamann）是1941年7月至10月間在立陶宛地區活動的小型別動隊，負責屠殺立陶宛猶太人；根據估計，該單位至少殺害了6萬名猶太人。此外，該單位也於1941年7月至8月間在拉脫維亞執行了多起大規模屠殺。哈曼別動隊的獵殺、親衛隊保安處德國保安警察隊所執行的波納里大屠殺與由國家工作治安大隊於考納斯第九要塞內的屠殺行動共同造成了1941年年底立陶宛猶太人的滅絕。在約6個月的期間內，估計有80%的立陶宛猶太人遇害。其他的猶太人則被迫從事勞動，並被集中關押在城市的猶太區內，主要以維爾紐斯舊城猶太區與考納斯猶太區兩處為主。

## 組織
哈曼別動隊下轄8至10名來自第三別動小組的德國成員，並由親衛隊上級突擊隊領袖約阿希姆·哈曼領導；另有數十名來自國家工作治安大隊第3連的立陶宛成員作為輔助部隊，由布羅紐斯·諾爾柯斯（Bronius Norkus）指揮。哈曼別動隊屬於任務型編組，沒有永久的組織結構；該單位的主要工作便是在立陶宛各市鎮間移動，執行特別任務。單位指揮官哈曼本人鮮少參與屠殺。《葉格報告》記錄了哈曼別動隊在立陶宛境內54個不同地點所執行的大規模處決行動。自1941年7月13日起至8月22日止，該單位前往拉脫維亞境內的陶格夫匹爾斯執行殺戮任務。在這段期間內，該單位殺害了9,102人，其中多數為來自陶格夫匹爾斯猶太區的猶太人。

## 行動
通常而言，立陶宛當地的納粹管理部門與「立陶宛游擊隊」會先將抓捕到的猶太人集中至一處較為僻靜的地點，通常是森林中央或偏遠的鄉間；接著哈曼別動隊的隊員便會抵達該地。有時候，隊員會設立一些暫時的小型猶太區，以便將猶太人自鄰近的城鎮中隔離出來。被挑選為處決對象的猶太人將被迫步行至處決地點，而處決地通常距離他們的居所4—5（2.5—3.1英里）遠；接著，別動隊成員便會射殺他們。多數時候男性會先被處決，但到了1941年年底時婦女與小孩也無法逃避厄運。屍體會被倒入事先挖好的壕溝裡，死者身上的衣服與財物也會被搜刮一空，再由隊員們分贓。這種屠殺被稱為「行動」（德語：Aktion，意第緒語：‎）。